# Лідійський алфавіт

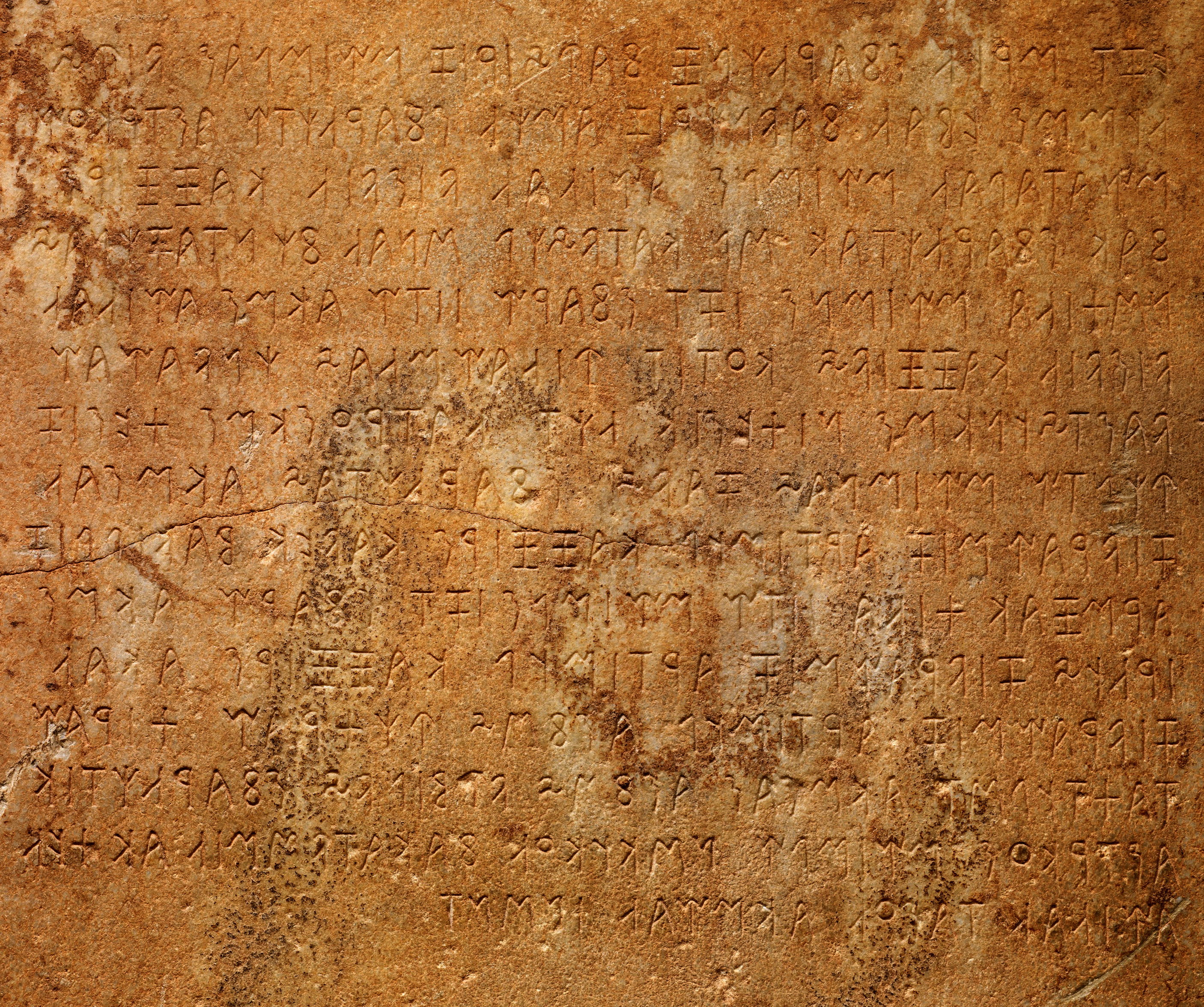

Лідійський алфавіт — використовувався для запису лідійської мови. Літери зовні нагадували грецькі, проте схожість оманлива — мабуть, лідійський виник від фінікійського алфавіту паралельно з грецьким.
Ранні лідійські тексти могли записуватися в обох напрямках — як зліва направо, так і справа наліво. Пізні тексти пишуться виключно справа наліво, один текст — бустрофедон. Слова відокремлюються один від одного пробілами (в одному тексті замість пробілів використовуються точки). Унікальна особливість лідійського письма — знак цитати у вигляді трикутника.
Дешифрований на початку XX століття групою дослідників завдяки наявності декількох білінгв. Найбільш вагомий внесок внесли німці Пауль Кале і Фердинанд Зоммер, італієць П'єро Меріджі.